# Halenia deflexa
Halenia deflexa är en gentianaväxtart som först beskrevs av James Edward Smith, och fick sitt nu gällande namn av August Heinrich Rudolf Grisebach. Halenia deflexa ingår i släktet Halenia och familjen gentianaväxter.

## Underarter
Arten delas in i följande underarter:
- H. d. brentoniana
- H. d. deflexa